# Demandolx
Demandolx é uma comuna francesa na região administrativa da Provença-Alpes-Costa Azul, no departamento dos Alpes da Alta Provença. Estende-se por uma área de 20,37 km². Em 2010 a comuna tinha 137 habitantes (densidade: 6,7 hab./km²).